# Foz do Jordão
Foz do Jordão es un municipio brasileño del estado del Paraná. Su población estimada para 2010 era de 5218 habitantes.

## Política
Lista de prefeitos de Foz do Jordão:
|   | Nome                  | Partido             | Período   | Descripción                                                      |
| - | --------------------- | ------------------- | --------- | ---------------------------------------------------------------- |
| 1 | Olívio Albino Amâncio | PFL                 | 1997-2000 | Alcalde electo, primer alcalde                                   |
| 2 | Olívio Albino Amâncio | PSDB                | 2001-2004 | Alcalde electo                                                   |
| 3 | Anildo Alves da Silva | PFL                 | 2005-2008 | Alcalde electo                                                   |
| 4 | Anildo Alves da Silva | PMDB                | 2009-2012 | Alcalde electo                                                   |
| 5 | Neri Antônio Quatrin  | PSD                 | 2013-2016 | Alcalde electo                                                   |
| 6 | Ivan Pinheiro         | Partido Progresista | 2017-2020 | Vice prefecto elegido, nombrado después de la muerte del titular |